# Claudia Niessen

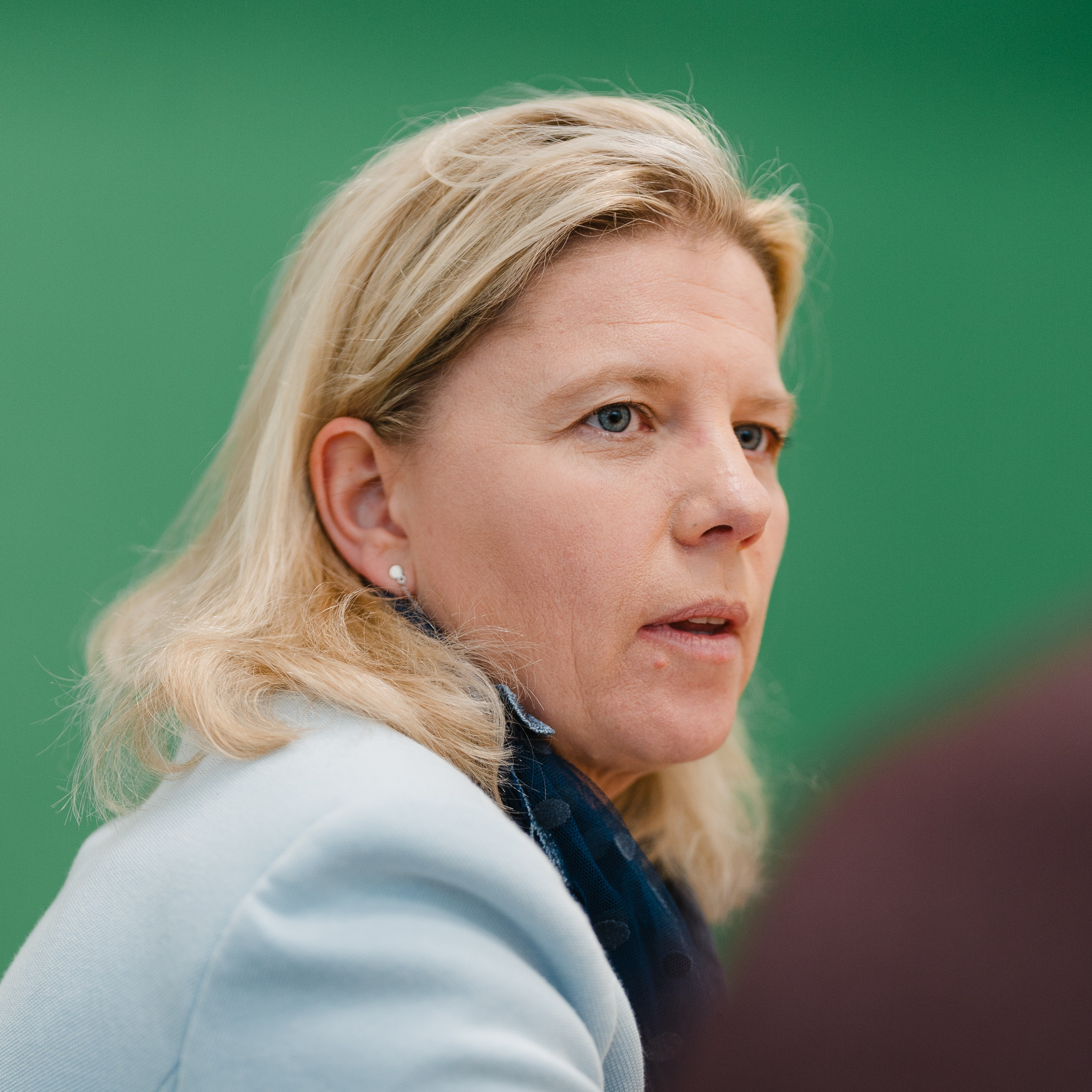
Claudia Niessen (2024)

Claudia Niessen (* 21. April 1979 in Aachen) ist eine belgische Architektin, Urbanistin und Politikerin der Partei Ecolo, die in der Kommunalpolitik in Eupen in der Deutschsprachigen Gemeinschaft tätig ist, aber auch zwei Jahre lang Senatorin in Brüssel war. Von 2018 bis 2024 war sie Bürgermeisterin der Stadt Eupen.

## Biographie
Im deutschen Aachen geboren, wuchs Claudia Niessen, Tochter des Ecolo-Politikers Hans Niessen, im belgischen Kettenis nahe der deutschen Grenze bei Aachen auf. Hier engagierte sie sich in der Katholischen Landjugend (KLJ), wo sie in der Dorfgruppe Kettenis auch Jugendleiterin war. Sie besuchte das Rhein-Maas-Gymnasium Aachen, wo sie 1998 die allgemeine Hochschulreife erlangte, und nahm danach an der FH Aachen ein Studium in Architektur und Städtebau auf. Zugleich begann sie, sich in der belgischen Kommunalpolitik zu engagieren.
Niessen trat 1999 in Eupen in die ökologisch orientierte belgische Partei Ecolo ein. Bei den Kommunalwahlen 2000 kandidierte sie für Ecolo in Eupen und wurde 2002 als Nachrückerin für Bernard Paquet Mitglied des Stadtrats von Eupen. Parallel dazu schloss sie 2004 ihr Studium in Aachen ab. Ab 2004 war Niessen als Mitarbeiterin der Ecolo-Regionalabgeordneten Monika Dethier-Neumann tätig und arbeitete ab 2007 als Angestellte des Regionalbüros von Ecolo in Eupen.
2010 wurde Niessen in den Belgischen Senat gewählt, wo sie ab 6. Juli 2010 Senatorin war. Bei den belgischen Kommunalwahlen 2012 kandidierte Niessen auf der Liste Ecolo für das Bürgermeisteramt in Eupen, wobei sie mit 1336 Vorzugsstimmen die zweitmeisten Vorzugsstimmen errang nach dem damaligen Bürgermeister Elmar Keutgen, der auf 1722 Stimmen kam. Da jedoch die liberale Partei für Freiheit und Fortschritt (PFF) 78 Stimmen mehr als Ecolo bekam (allerdings weniger als die Christlich Soziale Partei), wurde deren Kandidat Karl-Heinz Klinkenberg Bürgermeister. Niessen wurde allerdings Schöffin (Beigeordnete) und stellvertretende Bürgermeisterin, wofür sie am 21. Dezember 2012 ihr Amt als Senatorin an den Nachrücker Benoit Hellings abtrat. Als Anfang 2016 Karl-Heinz Klinkenberg erkrankt war, vertrat sie diesen als Bürgermeister.
Schwerpunktbereiche ihrer politischen Tätigkeit sind Stadtentwicklung, Umwelt-, Energie- und Verkehrspolitik. Unter anderem macht sie sich für die Förderung des Fußgängerverkehrs und der Stadtbusse stark.
Im August 2017 äußerte sich Claudia Niessen ablehnend hinsichtlich der Übertragung weiterer Kompetenzen von der Wallonischen Region an die Deutschsprachige Gemeinschaft. Beabsichtigt war dies für die Bereiche Raumordnung, Wohnungsbau und Energie. Sie bezweifelte, dass genügend Fachkräfte zur Verfügung stünden.
Bei den Kommunalwahlen 2018 errang Niessen hinter dem CSP-Kandidaten Karl-Joseph (Joky) Ortmann abermals die zweitmeisten Vorzugsstimmen, doch waren dies mit 1.566 oder (17,37 %) deutlich mehr als 2012, während beim Stimmenanteil der Parteien in Eupen Ecolo mit 2.857 Stimmen (25,89 %), also fast gleich gebliebener Stimmenanzahl, PFF/MR überholte und hinter CSP auf dem zweiten Platz landete. Ecolo, PFF/MR und SP+ setzten ihre Zusammenarbeit fort, um Claudia Niessen zur Bürgermeisterin zu wählen. Am 3. Dezember 2018 wurde der neue Stadtrat eingesetzt, und am 4. Dezember 2018 legte Claudia Niessen vor Ministerin Isabelle Weykmans ihren Amtseid als Bürgermeisterin der Stadt Eupen ab.
Nach den Kommunalwahlen in Belgien 2024 bildete sich eine neue Mehrheit von CSP, OBL und PFF im Gemeindekollegium von Eupen, sodass Niessen von Oppositionsführer Thomas Lennertz im Bürgermeisteramt abgelöst wurde.

## Familie
Claudia Niessen hat drei Kinder.